# Кан (Калвадос)
Кан (фр. Caen) је град на северу Француске близу обале Ламанша. Кан је главни град департмана Калвадос и региона Доње Нормандије. По подацима из 2006. године број становника у месту је био 110.399.

## Историја
Име града Кан је старо-келтског порекла, и значи бојно поље (кату = борба; маго = равница). Још у доба Келта, а и касније, Кан је био поприште многих борби.
Кан је био главни град Војводства Нормандија. Војвода Вилијам Освајач је 1066. освојио Енглеску и изградио у Кану замак и два манастира (опатије), један за жене и један за мушкарце. У овом другом је био сахрањен. Међутим, у доба Француске револуције његов гроб је уништен, а кости изгубљене.
Током Другог светског рата Кан је био поприште тешких борби при савезничком искрцавању у Нормандију. У њима је уништено 80% града. Кан су ослободили Британци и Канађани 9. јула 1944. Обнова града је трајала 1948—1962.

## Демографија
| 1962.  | 1968.   | 1975.   | 1982.   | 1990.   | 1999.   | 2006.   | 2011.   |
| ------ | ------- | ------- | ------- | ------- | ------- | ------- | ------- |
| 91.336 | 110.262 | 119.640 | 114.068 | 112.846 | 113.987 | 110.399 | 108.793 |

## Партнерски градови
- Перник
- Нешвил
- Александрија
- Стивенс Појнт
- Ковентри
- Портсмут
- Вирцбург
- Thiès
- Тревизо
- Тајчунг